# موكة خطافية الأذينات
موكة خطافية الأذينات (الاسم العلمي:Moca ancistrota) هي نوع من الحشرات تتبع جنس الموكة من فصيلة الإيميات.